# Círculo Antifascista
O Círculo Antifascista (em alemão:  Antifaschistischer Freundeskreis), também conhecido pela denominação Três Flechas (em alemão:  Drei Pfeile), é um logo criado por Sergei Tchakhotine, ex-assistente do fisiologista Ivan Pavlov, em 1931 para a organização antifascista Frente de Ferro, pensado para que pusesse se sobrepor facilmente à suástica nazista. 
Durante as eleições de novembro de 1932, as flechas se tornaram um símbolo oficial do partido, representado sua oposição ao monarquismo, nazismo e ao comunismo.

Desde sua concepção, o símbolo já foi utilizado em diversos contextos por uma variedade de organizações sociais-democratas, socialistas e anti-fascistas. 

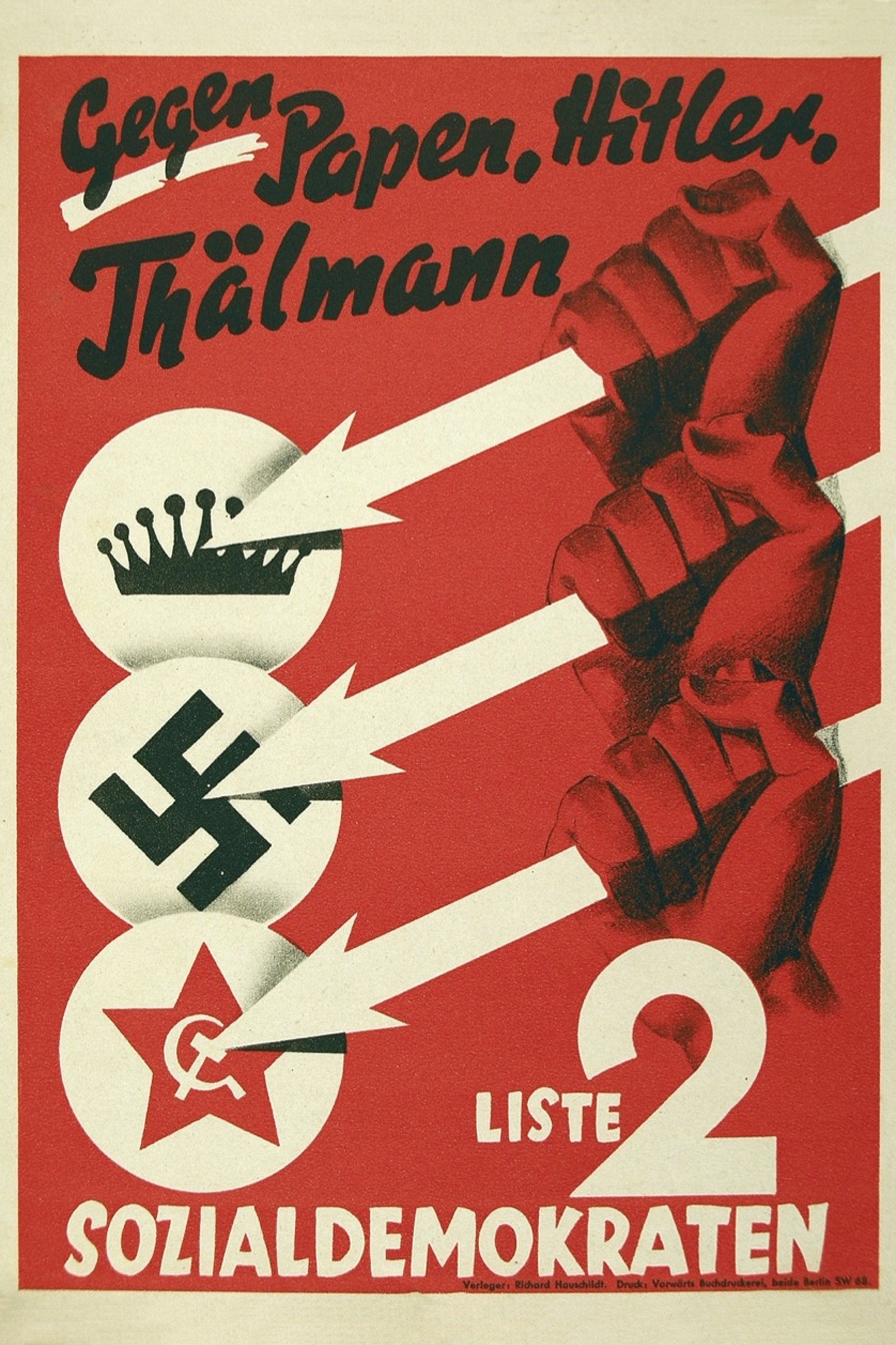
Poster do Partido Social-Democrata da Alemanha com as três flechas contra o monarquismo ("Papen"), nazismo ("Hitler") e comunismo marxista-leninista ("Thälmann")

## Uso na República de Weimar
O Partido Social-Democrata da Alemanha (SPD) era adversário tanto do Partido Nazista (NSDAP) quanto do Partido Comunista (KPD). Nesse contexto, o organizador do SPD, Carlo Mierendorff, recrutou o fisiologista russo exilado Sergei Tchakhotine como propagandista da organização paramilitar Frente de Ferro, e juntos desenvolveram iniciativas de propaganda para combater o NSDAP e o KPD no início de 1932. Juntos, lançaram as Três Setas como símbolo da militância social-democrata. A Frente de Ferro era considerada uma "organização terrorista social-fascista" pelo KPD.
Mierendorff e Chakhotin lançaram a campanha Três Setas contra a Suástica (Dreipfeil gegen Hakenkreuz), com Chakhotin escrevendo um livro de mesmo nome. As Três Setas foram interpretadas como representando a luta do movimento social-democrata contra o reacionarismo (referindo-se ao monarquismo), o comunismo e o fascismo. Em um cartaz eleitoral amplamente utilizado e divulgado pelo SPD para as eleições do Reichstag de 6 de novembro de 1932, as Três Setas foram usadas para representar a oposição ao Partido Comunista, aos partidos monarquistas e ao Partido Nazista, acompanhadas pelo slogan "Contra Papen, Hitler, Thälmann". As três setas também representavam as três vertentes da força da classe trabalhadora: política (representada pelo SPD), econômica (representada pelos sindicatos) e física (representada pela organização Estandarte Preto-Vermelho-Dourado do Reich, em alemão:  Reichsbanner Schwarz-Rot-Gold).
Tchakhotine ofereceu uma gama ainda mais ampla de significados, incluindo os três elementos do movimento (poder político/intelectual, força econômica, força física), as três qualidades exigidas dos combatentes (atividade, disciplina, união), bem como os ideais da Revolução Francesa (liberdade, igualdade, fraternidade). Ele também observou que "o número 3 aparece com tanta frequência na vida humana, nos pensamentos, na vida pessoal e na história, que se tornou uma espécie de 'número sagrado'."
A estética da campanha e o símbolo das Três Setas em si foram inspirados na arte revolucionária da vanguarda soviético-russa. Segundo Tchakhotine, sua inspiração para as Três Flechas foi uma suástica que havia sido riscada com giz em Heidelberg. De acordo com ele, as Três Flechas e a suástica deveriam sempre aparecer como se as primeiras estivessem sobrepostas à suástica, e não o contrário. As Três Setas foram adotadas como símbolo oficial social-democrata pela liderança do SPD e pela Frente de Ferro em junho de 1932. Os membros da Frente de Ferro carregavam o símbolo em suas braçadeiras. O slogan "nem escravos de Stalin nem capangas de Hitler" também foi utilizado pelo SPD em conexão com o símbolo.

## Uso fora da Alemanha

Círculo antifascista, conforme utilizado pela Secção Francesa da Internacional Operária (SFIO).

As três setas, símbolo da social-democracia, são o símbolo do Partido Social Democrata português. Segundo o mesmo partido, as setas que constituem o símbolo do partido personificam os valores da solidariedade, igualdade e fraternidade, os três valores fundamentais da social-democracia, e que estiverem presentes na génese do partido. Já as cores das mesmas remetem para movimentos sociais do século passado. A seta negra representa a luta libertária e da liberdade, a seta vermelha lembra as lutas das classes trabalhadoras e dos seus movimentos de massa, e a seta branca aponta para os valores do homem, a tradição Cristã e humanista da Europa consubstanciada no Personalismo.

Símbolo do Partido Social Democrata que apresenta as três setas da social-democracia

O símbolo foi mais tarde adotado pela Liga Socialista dos Jovens, formada em 1989 nos Estados Unidos, servindo de logo para a organização até sua dissolução em 2010.